# Trochocercus nitens
Trochocercus nitens là một loài chim trong họ Monarchidae.